# Kwadrant artyleryjski

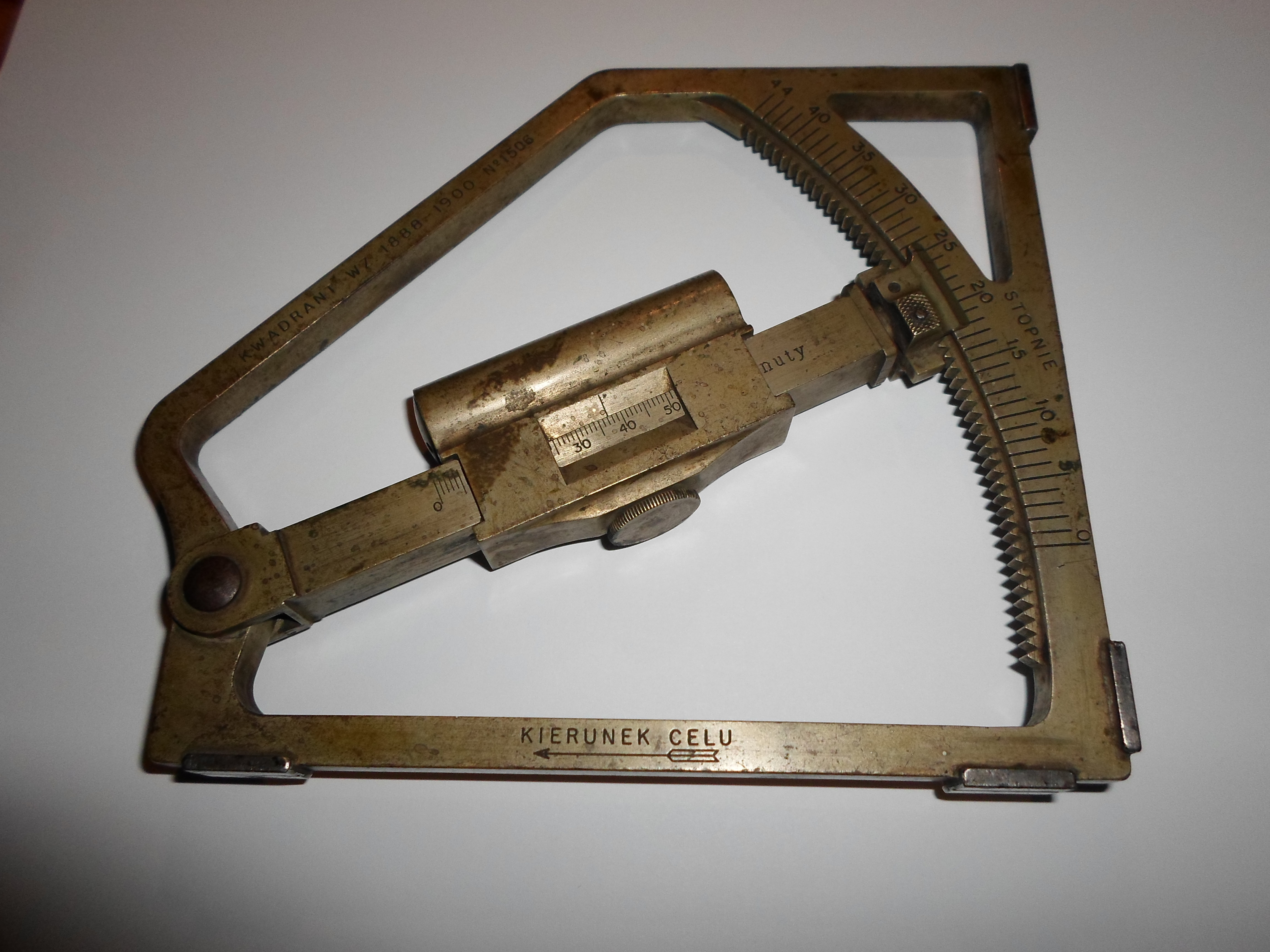
Kwadrant 1888-1900

Kwadrant artyleryjski – urządzenie do nastawiania kąta podniesienia lufy armaty, haubicy lub moździerza.

## Budowa i opis działania kwadrantu

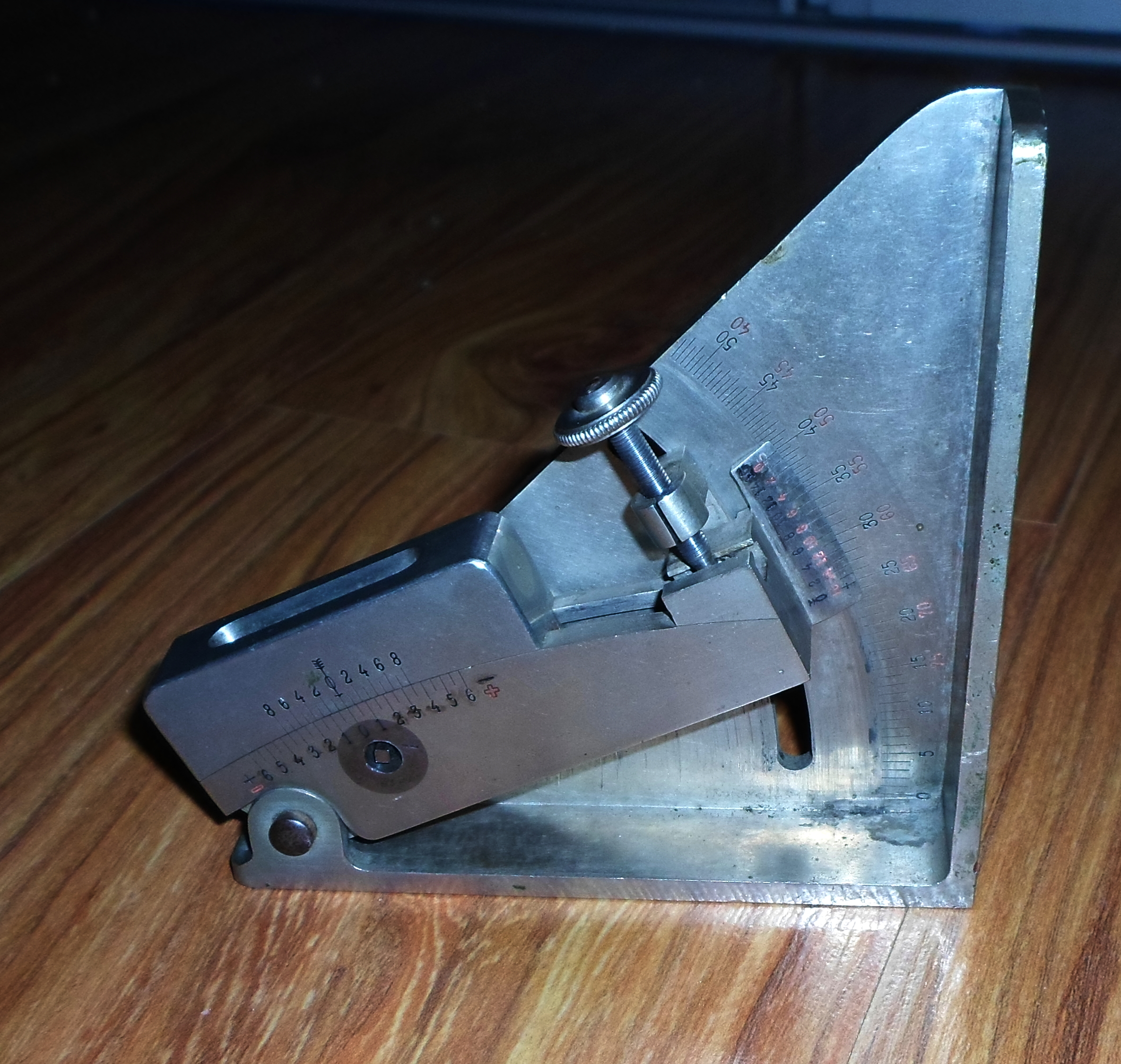
Kwadrant WM 35

Najprostsza wersja kwadrantu składa się z dwóch prostopadłych do siebie boków, ruchomego ramienia zaopatrzonego w poziomicę oraz podziałki z zaznaczonymi stopniami, które pozwalały ustawić ruchome ramię pod odpowiednim kątem.
Kwadrant umieszczano na płaskiej powierzchni lufy i nadawano lufie podniesienie, aż do momentu zgrania poziomicy (bańka powietrza znajduje się na środku poziomicy), wtedy ustawienie osi lufy zawiera z poziomem kąt, który uprzednio ustawiono na kwadrancie.

## Rys historyczny
Gwałtowny rozwój artylerii nastąpił w połowie XIX w., kiedy to Giovanni Cavalli, Martin von Wahrendorff i Whitworth skonstruowali działa gwintowane ładowane odtylcowo. Taka broń potrafiła miotać pociskami na odległość 2-3 km, co do tej pory było nieosiągalne. Tak duża donośność powodowała, że cel często był poza zasięgiem wzroku artylerzysty, co utrudniało prowadzenie skutecznego ostrzału. Aby temu zaradzić na podstawie prób poligonowych stworzono odpowiednie tablice strzeleckie oraz regulaminy użytkowania każdego typu działa. Dzięki temu obsługa działa potrafiła do każdego typu pocisku (granat, szrapnel) dobrać odpowiedni ładunek prochowy i właściwy kąt podniesienia lufy – tak aby razić wyznaczony sobie cel.

## Celowanie
Aby artylerzysta mógł trafić w cel będący w zasięgu wzroku, wystarczyło skierować oś lufy działa w jego kierunku i zgrać szczerbinkę celownika z muszką działa (celowanie bezpośrednie). Często jednak cel nie był bezpośrednio widoczny (przeszkody terenowe, duża odległość). Wtedy celowanie wymagało użycia obserwatora, który musiał widzieć zarówno cel jak i działo (celowanie pośrednie). Następnie dzięki zastosowaniu prostej trygonometrii wystarczyło odpowiednio ukierunkować działo i nadać lufie odpowiedni kąt podnoszenia za pomocą kwadrantu.

## Kwadrant
Kwadrant w klasycznej formie został wykonany w Prusach i oznaczony został jako Libellenquadrant M.41. Wykorzystywano go do gładkolufowych moździerzy. Armia austriacka przyjęła go praktycznie w identycznej formie oznaczając jego wzór jako M.59, następnie przemieniono jego nazwę na kwadrant ogólny (niem. allgemeinequadrant). Na podstawie tego modelu powstało wiele kwadrantów wykorzystywanych przez szereg państw. Drugim powszechnie wykorzystywanym typem jest tzw. kwadrant ramowy, który ma bardziej ażurową konstrukcję – najlepszym przykładem jest francuski kwadrant model 1888, wykorzystywany przez Wojsko Polskie w dwudziestoleciu międzywojennym. W chwili obecnej kwadrant nadal pełni funkcję uzupełniającą i choć wyglądem różni się od swoich poprzedników, zasada jego działania jest identyczna.